# Дритон Кучи
Дритон Кучи (на албански: Driton Kuci; на македонска литературна норма: Дритон Кучи) е политик от Северна Македония от албански произход.

## Биография
Роден е на 6 август 1987 г. в Скопие. Завършва средно училище ДСУ „Арсени Йовков“ в родния си град. Завършва право, а след това завършва магистратура по конституционно право. Бил е докторант в Правния факултет на Скопския университет. От 2010 до 2012 г. е младши асистент в Правния факултет на университета. Между 2012 и 2016 г. е асистент в Държавния университет в Тетово. На 16 януари 2016 г. е назначен за министър на икономиката в служебното правителство на Република Македония.